# Pita de Schneider
La pita de Schneider (Hydrornis schneideri) és una espècie d'ocell de la família dels pítidss (Pittidae) que habita boscos de les muntanyes de Sumatra.